# Guatteria pogonopus
Guatteria pogonopus là loài thực vật có hoa thuộc họ Na. Loài này được Mart. mô tả khoa học đầu tiên năm 1841.